# CONCACAF Gold Cup vrouwen 2000
De CONCACAF Gold Cup voor vrouwen 2000 was de 1e editie (de 5e als het CONCACAF kampioenschap voor vrouwen wordt meegeteld) van de CONCACAF Gold Cup voor vrouwen. Het evenement vond plaats in de Verenigde Staten. Het Amerikaans voetbalelftal won het toernooi. Brazilië en China werden als deelnemers uitgenodigd.

## Deelname
| Groep 1 | Brazilië | Costa Rica | Trinidad en Tobago | Verenigde Staten |
| Groep 2 | Canada   | China      | Guatemala          | Mexico           |

## Groepsfase

### Groep 1
| Land               | Wed | Win | Gel | Ver | DV | DT | +/− | Pnt |
| ------------------ | --- | --- | --- | --- | -- | -- | --- | --- |
| Verenigde Staten * | 3   | 2   | 1   | 0   | 19 | 0  | 19  | 7   |
| Brazilië           | 3   | 2   | 1   | 0   | 19 | 0  | 19  | 7   |
| Costa Rica         | 3   | 0   | 1   | 2   | 2  | 18 | −16 | 1   |
| Trinidad en Tobago | 3   | 0   | 1   | 2   | 2  | 24 | −22 | 1   |

* De Verenigde Staten verwierven de 1e plaats doordat ze de toss wonnen

#### Wedstrijdresultaten
23 juni 2000 in Hershey
| Brazilië         | 8-0  | Costa Rica         |  |
| Verenigde Staten | 11-0 | Trinidad en Tobago |  |

25 juni 2000 in Louisville
| Brazilië         | 11-0 | Trinidad en Tobago |  |
| Verenigde Staten | 8-0  | Costa Rica         |  |

27 juni 2000 in Foxborough
| Costa Rica       | 2-2 | Trinidad en Tobago |  |
| Verenigde Staten | 0-0 | Brazilië           |  |

### Groep 2
| Land      | Wed | Win | Gel | Ver | DV | DT | +/− | Pnt |
| --------- | --- | --- | --- | --- | -- | -- | --- | --- |
| China     | 3   | 3   | 0   | 0   | 20 | 2  | 20  | 9   |
| Canada    | 3   | 2   | 0   | 1   | 18 | 6  | 12  | 6   |
| Mexico    | 3   | 1   | 0   | 2   | 10 | 7  | 3   | 3   |
| Guatemala | 3   | 0   | 0   | 3   | 0  | 33 | −33 | 0   |

#### Wedstrijdresultaten
24 juni 2000 in Foxborough
| China  | 14-0 | Guatemala |  |
| Canada | 4-3  | Mexico    |  |

26 juni 2000 in Hershey
| Mexico | 7-0 | Guatemala |  |
| China  | 3-2 | Canada    |  |

28 juni 2000 in Louisville
| Canada | 12-0 | Guatemala |  |
| China  | 3-0  | Mexico    |  |

## Halve finales
1 juli 2000 in Louisville
| China            | 2-3 | Brazilië |  |
| Verenigde Staten | 4-1 | Canada   |  |

## Troostfinale
3 juli 2000 in Foxborough
| China | 2-1 | Canada |  |

## Finale
3 juli 2000 in Foxborough
| Verenigde Staten | 1-0 | Brazilië |  |

| Kampioen: Verenigde Staten (4e titel) |

1991 · 1993 · 1994 · 1998 · 2000 · 2002 · 2006 · 2010 · 2014 · 2018 · 2022